# Legwan szlachetny
Legwan szlachetny (Iguana delicatissima) – gatunek jaszczurki z rodziny legwanowatych (Iguanidae). Łaciński epitet gatunkowy oznacza "najpowabniejsza, najdelikatniejsza" (jest to forma rodzaju żeńskiego w stopniu najwyższym przymiotnika delicatus, -a, -um oznaczającego "powabny, delikatny, łakomy, wrażliwy, zmysłowy (...)").

## Opis

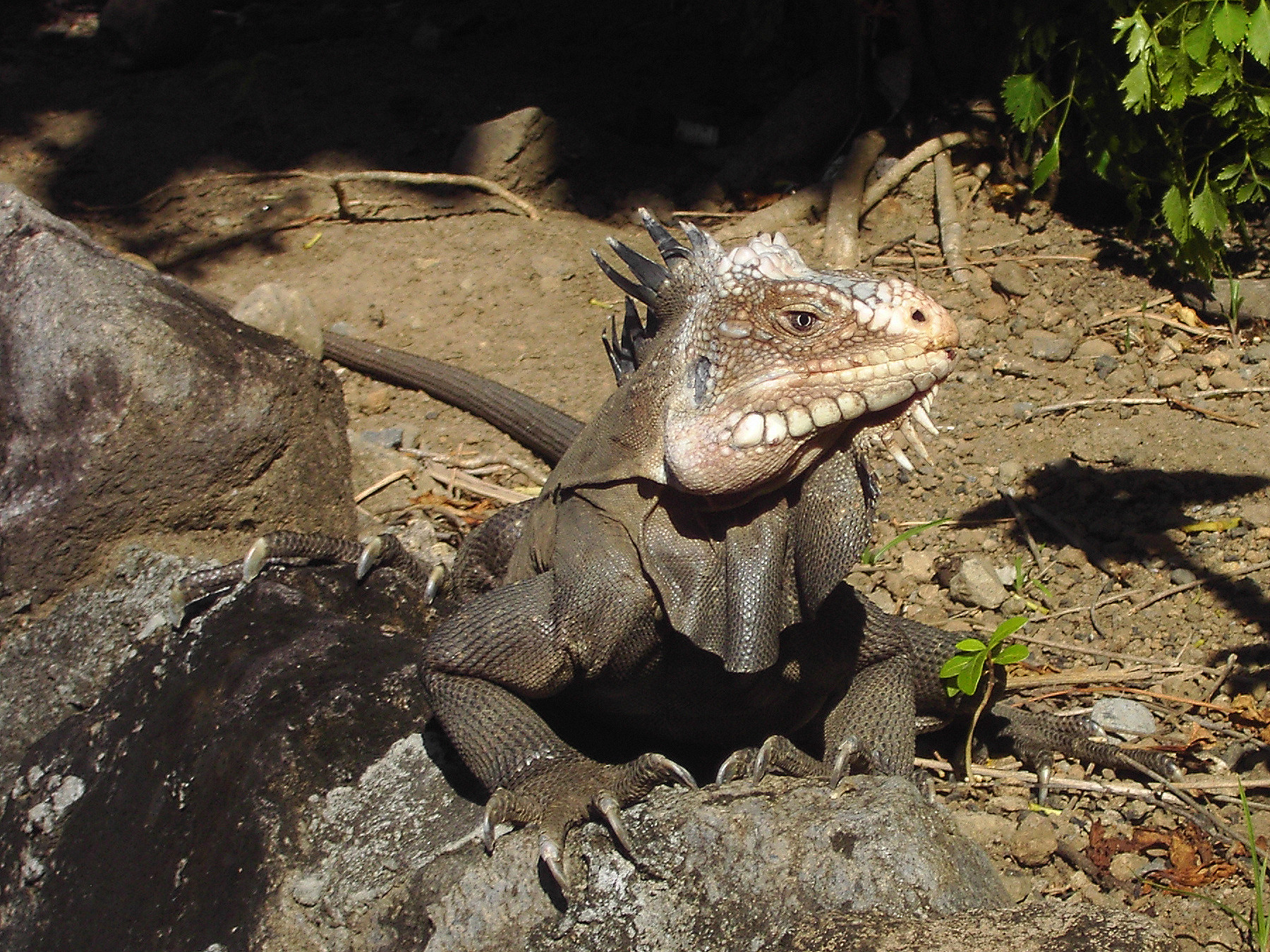

Ma krótszy pysk niż jego najbliższy krewniak legwan zielony (Iguana iguana). Nie posiada też charakterystycznego kreskowego wzoru na ogonie. Odróżniają je też duże, okrągłe łuski występujące u tamtego gatunku poniżej ucha, u opisywanego tu legwana natomiast ich brakuje.
Kolor skóry różni się w populacjach różnych wysp. Główny kolor zbliża się do szarego, na spodzie ciała widoczne są zielone plamki. Na głowie duże, blade łuski w kolorze kości słoniowej. Podgardle samca różowe, łuski wokół oczu niebieskie. Samce mogą też posiadać pory na udach, dzięki czemu wydzielają feromony podczas sezonu rozrodczego. Dorastają do 40 cm długości ciała, nie licząc mierzącego dwa razy więcej ogona. Samice osiągają 2/3 tych rozmiarów.

## Występowanie
Małe Antyle: Anguilla, St. Martin, Sint Eustatius, Antigua, Gwadelupa, Martynika, Dominika.
Gatunek zamieszkuje busz.

## Pożywienie
Zwierzę to jest roślinożerne. Spożywa liście, kwiaty i wzrastające pędy ponad 100 różnych gatunków roślin. Stwarza to problem związany z osmoregulacją. Pokarm roślinny zawiera więcej potasu i mniej składników odżywczych na jednostkę masy. Wobec tego zwierzę musi go zjeść więcej, by zaspokoić zapotrzebowanie swego metabolizmu. Jak inne gady, legwany te nie są zdolne do produkcji płynnego moczu o stężeniu wyższym niż płyny ustrojowe, jak ptaki pozbywają się zbędnych azotowych produktów metabolizmu dzięki specjalnym nosowym gruczołom solnym. W rezultacie legwany wytworzyły boczny gruczoł nosowy wspomagający nerki w wydalaniu soli poprzez ekskrecję chlorku sodu i potasu.

## Status i ochrona
W 1994 gatunek uznany został przez IUCN za wrażliwy (VU). W 2010 podniesiono status do EN (zagrożony), a w 2018 do CR (krytycznie zagrożony).
Jest prawnie chroniony przed polowaniem, ale egzekwowanie tego zakazu napotyka znaczne trudności. Zagrożenie stanowi także utrata środowiska naturalnego spowodowana rolnictwem, a także introdukcja drapieżników, jak dzikie psy, koty czy mangusty.
Największe zagrożenie wypływa jednak z rodzaju Iguana. Na Antyle Mniejsze introdukowano bowiem także legwana zielonego, który okazał się gatunkiem inwazyjnym i współzawodniczy z Iguana delicatissima o pożywienie. Poza tym dochodzi do krzyżowania się obu gatunków, co także prowadzi do spadku liczebności rodzimej na tych terenach iguany.
Legwany tego gatunku, pochodzące z Dominiki, są trzymane w ogrodach zoologicznych m.in. w Memfis i San Diego. Trzymanie i rozmnażanie w niewoli tego gatunku sprawia trudności. Parowanie i składanie jaj powiodło się we wszystkich zajmujących się tym ośrodkach, ale większość jaj nie została zapłodniona. Pojedynczy osobnik wykluł się w Jersey Wildlife Preservation Trust w 1997, 3 lata później wykluło się tam 8 młodych.